# Вольфф, Вальтер Джеймс
Вальтер Джеймс Вольфф(англ. Walter James Wolffe; род. 1962) — британский юрист шотландского происхождения. Занимал должность лорда-адвоката Шотландии с 2016 по 2021 гг.

## Биография
Вальтер Джеймс Вольфф родился в декабре 1962 года в Дамфрисе. В 1992 году он стал адвокатом. С 2007 года Джеймс Вольфф является также юристом Короны. 31 мая 2016 года Правительство Шотландии заявило, что Никола Стерджен решила предложить парламенту кандидатуру данного юриста на пост лорда-адвоката. 1 июня 2016 года Вальтер Джеймс Вольфф был назначен королевой Елизаветой II на должность лорда-адвоката. Назначение было одобрено шотландским парламентом.
В ноябре 2016 года Джеймс Вольфф заявил, что выход Великобритании из ЕС невозможен без согласия парламента Шотландии. Также видный юрист считает, что выдача преступников после Брекзита может стать «более громоздкой». В начале 2017 года лорд-адвокат выступил с предложением провести реформу судебной системы Шотландии.
В результате разразившегося в 2021 году скандала в связи с обвинениями и делом против бывшего первого министра Алекса Салмонда, беспристрастность самого лорда-адвоката и занимаемой им должности, совмещаемой с министерским креслом, была поставлена под вопрос, а сам Джейм Вольфф подал в отставку в июне 2021 года.